# Maurice Dease
Maurice James Dease (Coole, 28 settembre 1889 – Nimy, 23 agosto 1914) è stato un militare britannico, che fu uno dei primi ufficiali britannici a cadere in battaglia durante la prima guerra mondiale e il primo ufficiale a ricevere postumo la Victoria Cross.

## Biografia

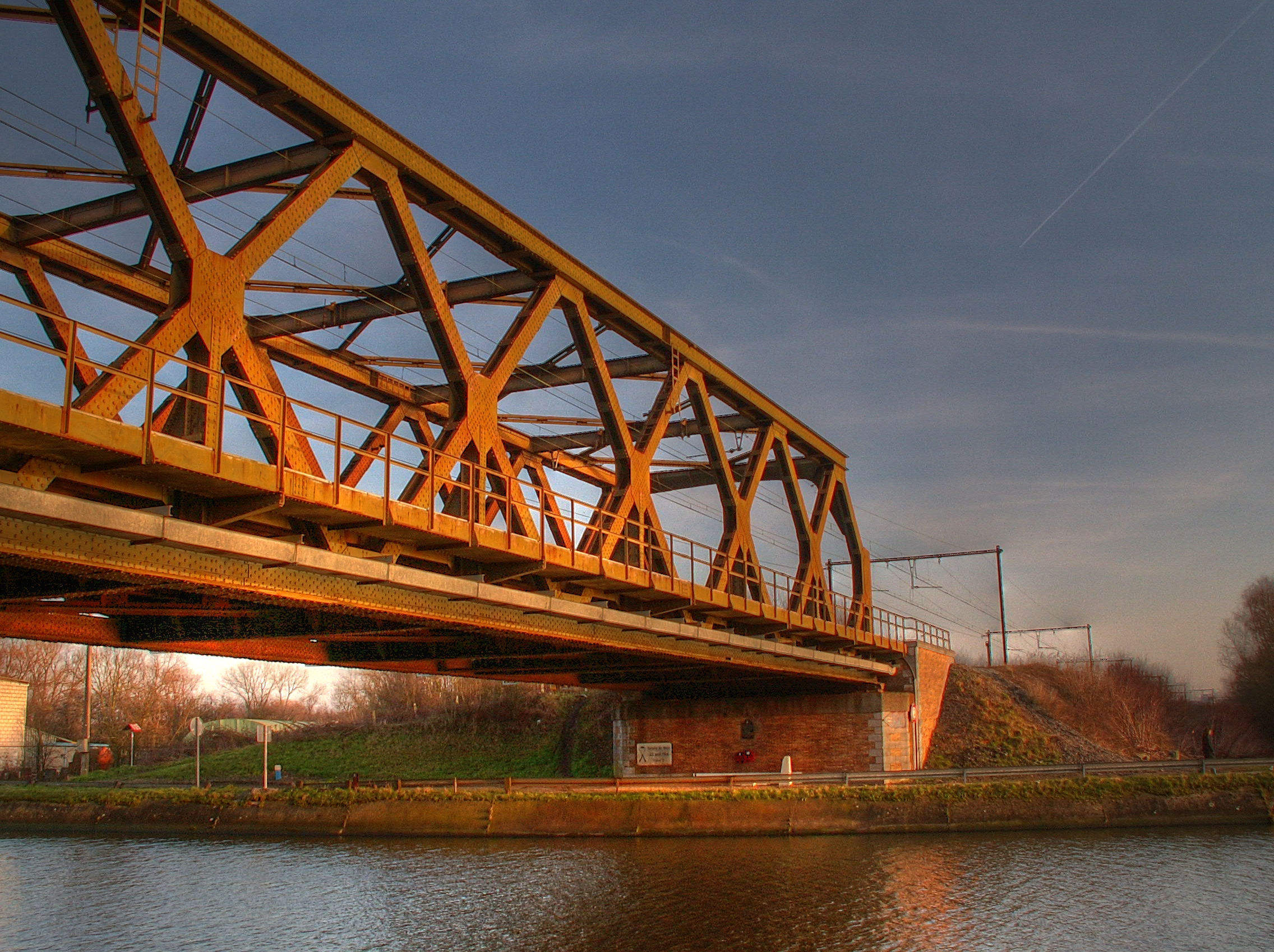
Il ponte ferroviario di Nimy; la placca commemorativa di Maurice Dease e Sidney Godley si vede in fondo.

Nacque a Gaulstown, Coole, Contea di Westmeath, Irlanda il 28 settembre 1889, figlio di Edmund Fitzlaurence e Katherine Murray.  Studiò alla St Basil's e alla Frognal Preparatory Schools, entrambe ad Hampstead, Londra, prima di frequentare lo Stonyhurst College a Clitheroe, Lancashire dal 1903 al 1907. Frequentò poi l'Army Department del Wimbledon College da settembre 1907 a dicembre 1908, seguito dal Royal Military College di Sandhurst. Fu arruolato nei Royal Fusiliers il 20 aprile 1910 e promosso a tenente il 24 aprile 1912. 
Cattolico romano, prese molto seriamente le sue convinzioni religiose sia da studente che nella sua carriera militare. Arruolato nel British Army il 27 maggio 1910 fu assegnato al 4° Battaglione,  dei Royal Fusiliers (City of London Regiment), in qualità di sottotenente. Più tardi in quello stesso anno, seguì un corso di addestramento alla guerra in montagna in Galles, venendo poi fu promosso al grado di tenente il 24 aprile 1912. Stava servendo come aiutante di campo in carica quando il reggimento fu mobilitato il 5 agosto 1914.
Allo scoppio della prima guerra mondiale il 4° Battaglione dei Royal Fusiliers era al comando del tenente colonnello Norman McMahon e di stanza a Parkhurst sull'Isola di Wight. Il suo battaglione, inquadrato nella 9ª Brigata, 3ª Divisione, fu tra i primi reparti del British Army partire per la Francia, sbarcando a Le Havre il 14 agosto 1914 e spostandosi gradualmente con la British Expeditionary Force (BEF) attraverso la Francia e in Belgio. 
Il 23 agosto la BEF entrò per la prima volta in contatto con l'esercito tedesco nella battaglia di Mons. Quel giorno solamente una compagnia del 4° Battaglione, inclusa la sezione mitragliatrici da lui comandata, stava difendendo il ponte ferroviario che attraversava il canale Mons-Condé a Nimy. Non rendendosi conto di quanto fossero vicini i tedeschi, il comandante in capo del BEF Sir John French aveva deciso di non demolire nessuno dei ponti sul canale in modo che le sue truppe potessero avanzare nei giorni successivi. Il comando britannico rimase sorpreso quando le truppe tedesche della 1. Armee attaccarono in forze il II Corpo d'armata del generale Sir Horace Smith-Dorrien, forte di 72.000 uomini e 300 cannoni. Due reggimenti della 18ª Divisione Jäeger, attaccarono in numero schiacciante i difensori del ponte di Nimy. 
La sezioni mitragliatrici al suo comando difese strenuamente il ponte, nonostante le perdite subite, ed egli, sebbene rimasto ferito due o tre volte continuò a controllare il fuoco delle sue armi, finché tutti i suoi uomini non rimasero uccisi o feriti. Cadde sui binari ferroviari, dopo aver combattuto coraggiosamente per diverse ore, e fu portato in salvo dal tenente F.W.A. Steele, ma morì poco dopo, verso le 15:30.
Quando il tenente Dease fu ferito a morte, il soldato semplice Sidney Godley si offrì di difendere il ponte ferroviario mentre il resto della sezione si ritirava. Dease venne menzionato nei Despatches da Sir John French il 7 settembre.
Per il coraggio dimostrato a Nimy, il 16 novembre 1914 fu insignito postumo della Victoria Cross da re Giorgio V, mentre il soldato Godley, caduto prigioniero di guerra, la ricevette a vivente. La sua Victoria Cross fu spedita per posta raccomandata ai suoi parenti in Irlanda. 
Il suo corpo fu poi recuperato e sepolto nel cimitero militare di St Symphorien, 2 chilometri a est di Mons, in Belgio. Egli e ricordato con una targa sotto il ponte ferroviario di Nimy, Mons e nella cattedrale di Westminster. Il suo nome è anche commemorato sulla croce di Wayside nel priorato cattolico di Woodchester, vicino a Stroud, Gloucestershire, dove sua zia, Lady Mostyn, era una parrocchiana. La sua Victoria Cross è esposta al Royal Fusiliers Museum nella Torre di Londra.
È stato interpretato nella serie della BBC Three Our World War del 2014 dall'attore Dominic Thorburn.